# Franz Xaver Huber (Geistlicher)
Franz Xaver Huber, geboren als Joseph Huber (* 23. Juli 1819 in Kirchreit; † 4. Oktober 1888 in Hoboken, New Jersey) war ein deutscher römisch-katholischer Priester und Karmelit. Zusammen mit seinem Mitbruder Cyrill Knoll brachte er seinen Orden in die Vereinigten Staaten von Amerika.

## Leben
Franz Xaver Huber (Taufname Joseph) trat am 24. Februar 1844 als Lainbruderkandidat in das Karmelitenkloster Straubing ein und legte am 16. September 1845 seine Profeß ab. Gegen kirchenrechtliche Bestimmungen erhielt er am 16. Juli 1847 in Regensburg die Priesterweihe. Die sich daraus ergebende Zensur musste offiziell aufgehoben werden. 
Von Oktober 1857 bis April 1861 war er beim Versuch der Gründung eines Klosters in Ungarn beteiligt. Von Oktober 1861 bis Februar 1863 war er Seelsorger an der Wallfahrtskirche Mariä Himmelfahrt in Sossau (Straubing).
Mit Pater Cyrill Knoll wanderte im Mai 1864 nach Amerika aus. Am 22. Mai landete die Reisegesellschaft in New York. Nach kurzem Aufenthalt und längerem Verweilen in Louisville in Kentucky begaben sich die beiden Karmeliten nach Kansas und nahmen in Leavenworth eine Pfarrei an. Damit war mit den Karmelgründungen begonnen, die den Grundstock für die spätere Ordensprovinz vom Reinsten Herzen Mariä bildeten.
Franz Xaver Huber starb am 4. Oktober 1888 in Hoboken.